# Hoya oligantha
Hoya oligantha är en oleanderväxtart som beskrevs av Rudolf Schlechter. Hoya oligantha ingår i släktet Hoya och familjen oleanderväxter. Inga underarter finns listade i Catalogue of Life.